# Marcgravia myriostigma
Marcgravia myriostigma är en tvåhjärtbladig växtart som beskrevs av José Jéronimo Triana och Planch. Marcgravia myriostigma ingår i släktet Marcgravia och familjen Marcgraviaceae. Inga underarter finns listade i Catalogue of Life.